# Haykavan, Shirak
Haykavan là một đô thị thuộc tỉnh Shirak, Armenia. Dân số ước tính năm 2011 là 1531 người.